# Інженерні споруди

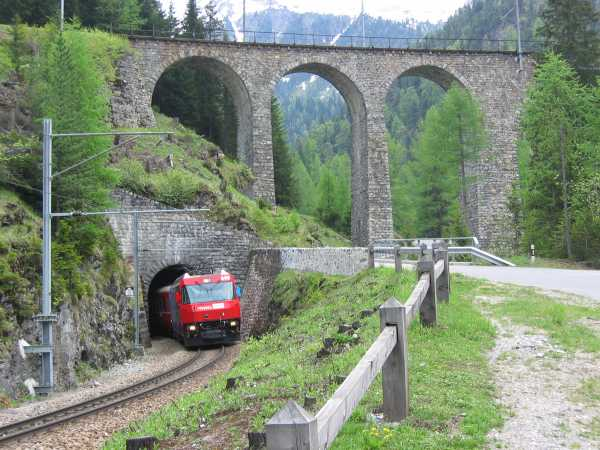
Залізничний тунель та віадук у Швейцарії

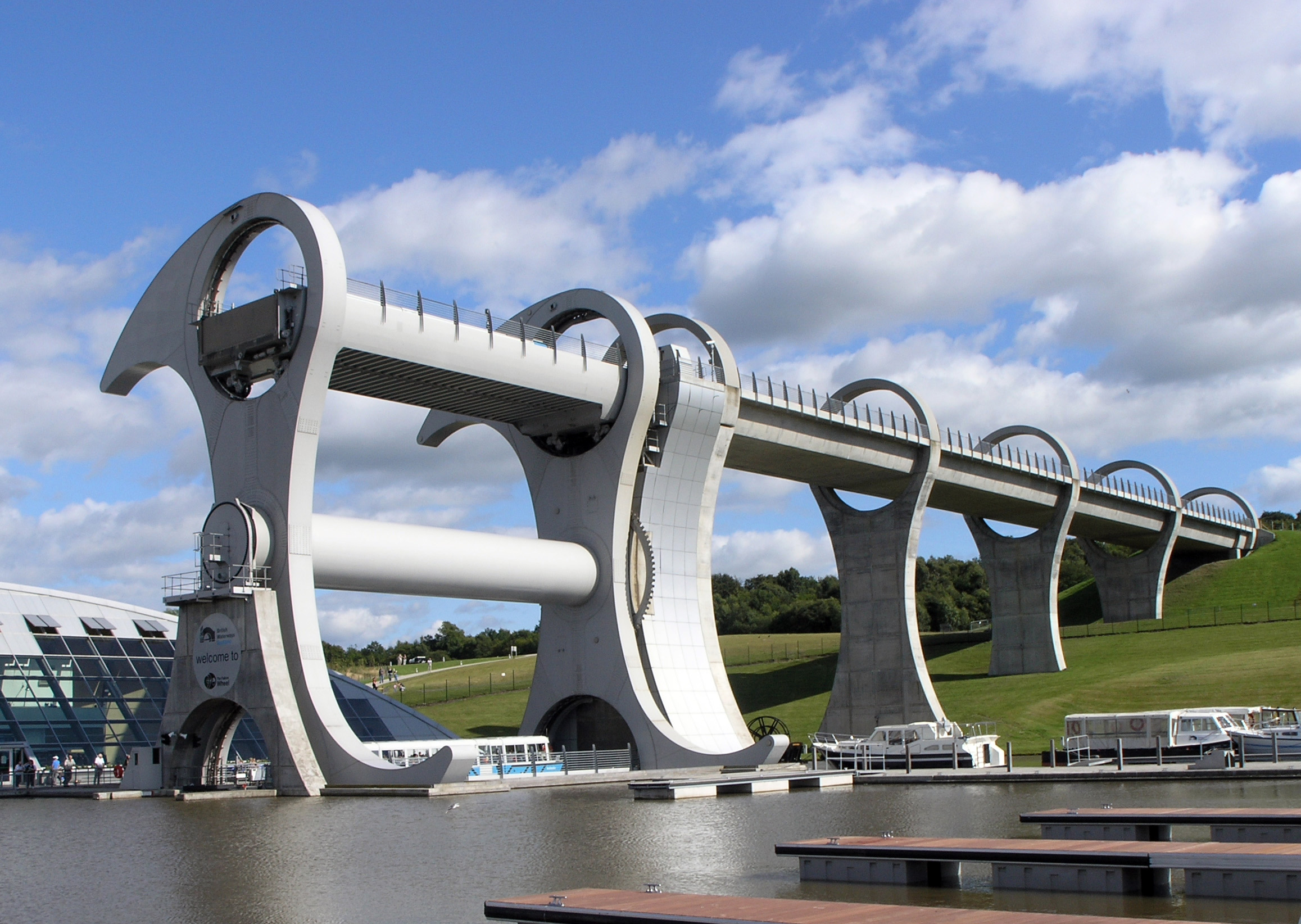
Обертовий суднопідіймач Фолкеркське колесо (Шотландія)

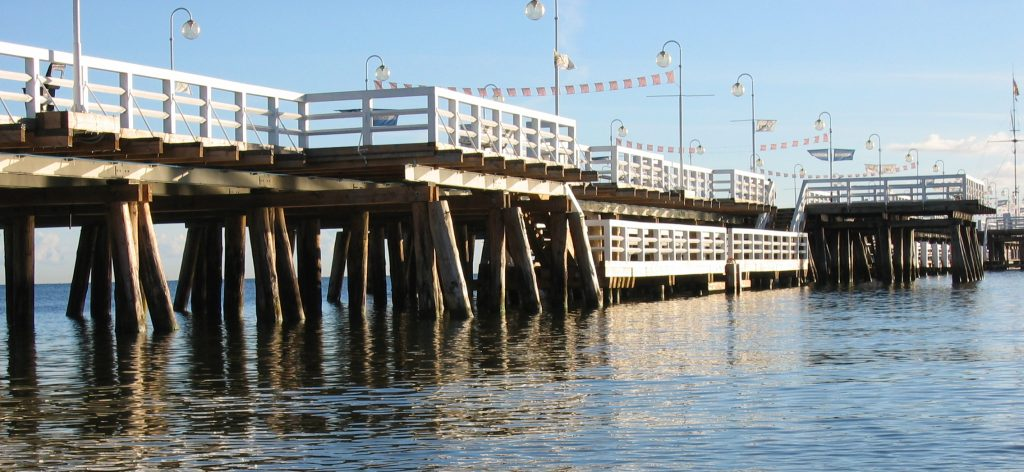
Найдовший (650 м) дерев'яний пірс у Європі (Сопот, Польща)

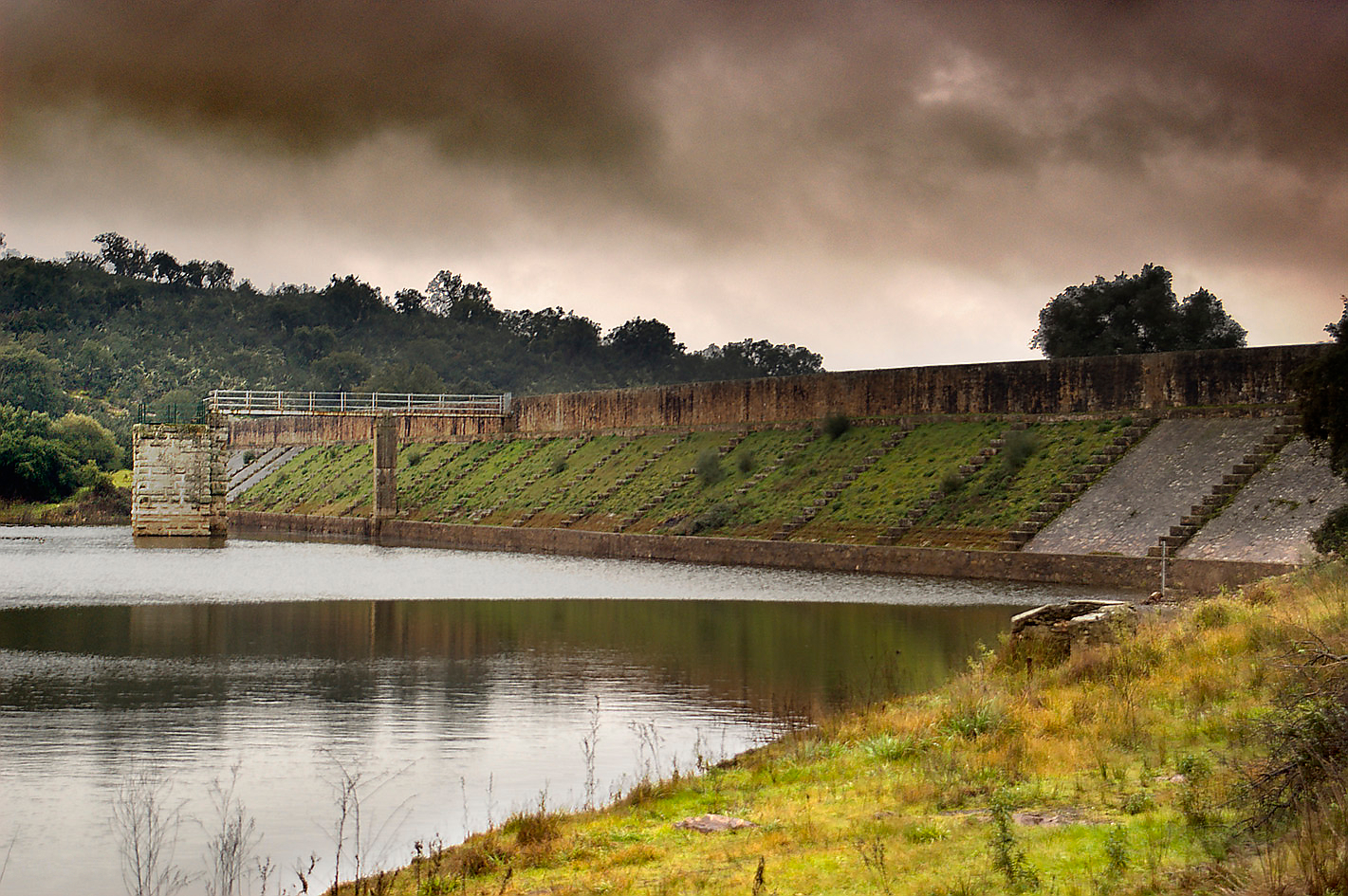
Гребля Корнальво (Іспанія) використовується вже протягом майже двох тисячоліть

Інжене́рні спору́ди — це об'ємні, площинні або лінійні наземні, надземні або підземні будівельні системи, що складаються з опорних та в окремих випадках огороджувальних конструкцій і призначені для виконання виробничих процесів різних видів, розміщення устаткування, матеріалів та виробів, для тимчасового перебування і пересування людей, транспортних засобів, вантажів, переміщення рідких та газоподібних продуктів тощо.

## Класифікація
Інженерні споруди класифікуються в основному за інженерним задумом, що визначається цільовим призначенням об'єкта.
До інженерних споруд належать:
- транспортні споруди (залізниці, шосейні дороги, злітно-посадкові смуги, мости, естакади, греблі, канали та інші гідротехнічні споруди тощо);
- трубопроводи, інженерні комунікації та лінії електропередачі;
- комплексні промислові споруди (електростанції, збагачувальні фабрики тощо), що не мають характерних ознак будинків;
- інші інженерні споруди (спортивні та розважальні споруди, військові інженерні споруди тощо).

Інженерні споруди залежно від матеріалів, з яких вони зведені поділяються на металеві, залізобетонні, бетонні, цегляні, дерев'яні, ґрунтові та ін.
Залежно від розташування відносно рівня поверхні землі або води — на надземні, підземні, надводні, підводні, періодично затоплювані.
Залежно від терміну служби інженерні споруди поділяються на тимчасові і постійні. Постійні споруди зводяться на тривалий термін експлуатації, наприклад, залізниці, заводи, фабрики, електростанції тощо. Тимчасові споруди будуються на цілком певний невеликий період, це, наприклад, дамби обвалування і перемички котлованів споруджуваних гідротехнічних споруд, підсобні приміщення будівельних майданчиків та ін.
Залежно від геометричної форми в плані інженерні споруди бувають лінійні і площинні. До лінійних споруд належать дороги, лінії електропередач, трубопроводи, канали, лінії зв'язку. До площинних належать вузли гідротехнічних споруд, комплекси промислових споруд і населених місць, аеропорти та ін.

## Вимоги до інженерних споруд
Інженерні споруди, які будуються повинні відповідати призначенню, забезпечувати проєктні умови експлуатації, бути довговічними, відповідати сучасним естетичним і архітектурним вимогам, споруджуватись у встановлені терміни при мінімумі затрат праці та матеріальних ресурсів.

## Проєктування інженерних споруд
Створення різного роду інженерних споруд проходить три етапи: дослідження, проєктування і будівництво.
Успішне проєктування можливе лише на основі повноцінних матеріалів, зібраних у процесі спеціальних інженерних вишукувальних робіт: інженерно-геодезичних, інженерно-геологічних, гідрологічних та ін.
Кінцевим документом проєктування є технічний проєкт, який є комплексом документів, що містять техніко-економічні обґрунтування, розрахунки, кресленики, пояснювальні записки, необхідні при будівництві або реконструкції підприємства, будівлі чи споруди.
Проєктування проводиться поступово у напрямку досягнення остаточного рішення. Воно ведеться по етапах, які називають стадіями проєктування. Існує три стадії: проєктне завдання, технічний проєкт, робоче проєктування. На кожній стадії послідовно поглиблюються і уточнюються елементи проєкту, що в кінцевому підсумку, сприяє оптимізації всіх стадій проєктування і отримання єдиного цілісного проєкту.